# 210 ق م
210 ق م أو 210 قبل الميلاد هي سنة من العقد 21 ق م في التقويم اليولياني البروليبتي (التقويم الميلادي). تسبقها سنة 211 ق م وتليها سنة 209 ق م.

## أحداث

### الإمبراطورية الرومانية
- سكيبيو الأفريقي (بوبليوس كورنيليوس سكيبيو) يتولى قيادة القوات الرومانية في إسبانيا، بعد موت أبيه بوبليوس كورنيليوس سكيبيو وعمه غناسيو كورنيليوس سكيبيو الأصلع على يد القرطاجيين. ويعكس تعيينه عدم رضا مجلس الشيوخ الروماني على الاستراتيجية الوقائية للحاكم البديل غايوس كلاودويس نيرون قائد القوات الرومانية في إسبانيا وقتها شمال نهر إبرو.
- حدة المجاعة تخف في روما بعد السيطرة الرومانية في جزيرة صقلية.
- معركة هردونيا الثانية - القائد القرطاجي حنبعل يثبت تفوقه التكتيكي بانتصاره في هردونيا في أبوليا على جيش نائب القنصل، وذبحه للقنصل غنايوس فلافيوس سينتومالوس ماكسيموس.
- انتخاب القائد الروماني ماركوس كلاوديوس مارسيلوس قنصلا للمرة الرابعة، ويستولي على سالابيا في أبوليا التي كانت قد تمردت وانضمت إلى قوات حنبعل.
- نشأة اللغة الإسبانية من العامية اللاتينية، التي أحضرها الرومان خلال الحرب البونيقية الثانية إلى شبه جزيرة أيبيريا.

### مصر
- آرسينوي الثالثة زوجة وأخت الملك بطليموس الرابع تلد طفل سيصبح فيما بعد بطليموس الخامس. ثم تُعزل في القصر في حين تقوم حاشية الملك بإفساد الملك وإفساد الحكم في مصر. ورغم أن الملكة استنكرت فساد القصر إلا أنها لم تعد تملك أي نفوذ.

### اليونان
- فيليب الخامس ملك مقدونيا – المتحالف مع حنبعل – يهاجم الحاميات الرومانية في إيليريا، لكنه يفشل في الاستيلاء على كورسيرا أو أبولونيا، حيث كانت تحت حماية الأسطول الروماني. وتمنع سيطرة الرومان البحرية تقديم أي معونة منه إلى حليفه القرطاجي في إيطاليا. وينضم الأيتوليون وسبارطة وأتالوس ملك بيرغامون إلى الرومان في الحرب ضد فيليب الخامس. ويكون ذلك التحالف قوي جدا لدرجة أن فيليب الخامس يتوقف عن مهاجمة الأراضي الخاضعة للإمبراطورية الرومانية.

### الصين
- تشين إر شي يصبح إمبراطور الصين، وهو من أسرة تشين.
- اكتمال صنع جيش تيراكوتا أو جيش الطين في ضريح الإمبراطور تشين شي هوانج في شيهوانغدي، لينتونغ، شانشي في شمال غرب الصين.
- اندلاع الحرب الأهلية بعد وفاة الإمبراطور تشين شي هوانج.

## مواليد
- هوي الإمبراطور الصيني من أسرة هان (توفي عام 188 ق م).
- تشانغ يان إمبراطورة الصين من أسرة هان (توفيت سنة 163 ق م).
- بطليموس الخامس - ملك مصر (توفي عام 180 ق م).

## وفيات
- 10 سبتمبر – وفاة الإمبراطور الصيني تشين شي هوانج (ولد عام 259).[5]
- فوسو – ابن وولي عهد الإمبراطور الصيني تشين شي هوانج.
- غناسيو فلافيوس سينتومالوس ماكسيموس – قائد وقنصل روماني.
- مينغ تيان – قائد صيني من أسرة تشين.
- مينغ إي – موظف حكومي صيني من أسرة تشين.
- تيبريوس سمبرونيوس لونغوس – قائد وقنصل روماني.[6]
- باشو غوافو تشينغ – سيدة أعمال صينية (ولدت عام 259)

## كتب
- Yves Denis Papin (1998). Chronologie de l'histoire ancienne. Lieu de publication non identifié: Éditions Jean-paul Gisserot. ISBN:2-87747-346-5. OCLC:40746926. مؤرشف من الأصل في 2022-03-16.
- أحمد محمد عوف (2000)، موسوعة حضارة العالم، QID:Q12246226

## وصلات خارجية
- صفحة السنة على موقع onthisday.com
- سنة 210 ق م على موقع المكتبة الوطنية الفرنسية